# ストレート・アヘッド (カウント・ベイシーのアルバム)
ストレート・アヘッド (原題：Basie Straight Ahead) は、カウント・ベイシー・アンド・ヒズ・オーケストラのアルバムである。1968年にEMI傘下のドットレーベル（パラマウント・レコード）からリリースされた。

## 収録曲
全てサミー・ネスティコの作編曲である。箇条書きはソロイスト。
1. ベイシー・ストレート・アヘッド (Basie - Straight Ahead) - 3分56秒
  - エリック・ディクソン (Eric Dixon) - テナーサックス
2. イッツ・オー・ソー・ナイス (It's Oh, So Nice) - 4分10秒
  - グローヴァー・ミッチェル (Grover Mitchell) - トロンボーン
3. ロンリー・ストリート (Lonely Street) - 2分53秒
  - マーシャル・ロイヤル (Marshall Royal) - アルトサックス
4. ファン・タイム (Fun Time) - 3分52秒
  - エリック・ディクソン (Eric Dixon) - フルート
5. マジック・フリー (Magic Flea) - 3分9秒
  - エディー・"ロックジョウ"・デイヴィス (Eddie "Lockjaw" Davis) - テナーサックス
6. スイッチ・イン・タイム (Switch in Time) - 3分58秒
  - アル・アーロンズ (Al Aarons) - トランペット
  - エリック・ディクソン (Eric Dixon) - テナーサックス
  - ハロルド・ジョーンズ (Harold Jones) - ドラム
7. ヘイ・バーナー (Hay Burner) - 4分16秒
8. ザット・ウォーム・フィーリング (That Warm Feeling) - 3分33秒
9. クイーン・ビー (The Queen Bee) - 4分13秒
  - エリック・ディクソン (Eric Dixon) - テナーサックス
  - カウント・ベイシー (Count Basie) - ピアノ

## 演奏メンバー
- カウント・ベイシー (Count Basie) - ピアノ
- マーシャル・ロイヤル (Marshall Royal) - アルトサックス
- ボビー・プレイター (Bobby Plater) - アルトサックス、フルート、ピッコロ
- エリック・ディクソン (Eric Dixon) - テナーサックス、フルート、ピッコロ
- エディー・"ロックジョウ"・デイヴィス (Eddie "Lockjaw" Davis) - テナーサックス
- チャールズ・フォウクス (Charles Fowlkes) - バリトンサックス
- ジーン・コー (Gene Coe) - トランペット
- ジョージ・コーン (George Cohn) - トランペット
- オスカー・ブラッシャー (Oscar Brashear) - トランペット
- アル・アーロンズ (Al Aarons) - トランペット
- グローヴァー・ミッチェル (Grover Mitchell) - トロンボーン
- リチャード・ブーン (Richard Boone) - トロンボーン
- ビル・ヒューズ (Bill Hughes) - トロンボーン
- スティーヴ・ギャロウェイ (Steve Galloway) - トロンボーン
- フレディ・グリーン (Freddie Green) - ギター
- ハロルド・ジョーンズ (Harold Jones) - ドラム
- ノーマン・キーナン (Norman Keenan) - ベース